# Flize (commune déléguée)
Flize est une ancienne commune française située dans le département des Ardennes, en région Grand Est.
Le 1er janvier 2019, elle devient une commune déléguée de la commune nouvelle de Flize.

## Géographie

### Communes limitrophes
Avant la fusion de 2019, Flize était limitrophe des communes suivantes :

## Toponymie
Son nom vient peut-être de Feliza, nom de personne germanique de la fin de l'Antiquité ou du Haut Moyen Âge.
En 1023,  Flize apparaît pour la première fois, sous le nom de Falisia dans un diplôme de Henri II, l'empereur romain germanique, confirmant les biens de l'abbaye de Mouzon[réf. nécessaire].
Ce nom est encore mentionné en 1321, dans le traité intervenu entre le prieur de Donchery et le comte de Rethel[réf. nécessaire].

## Histoire

### AuxXVIeetXVIIesiècles
Le village eut beaucoup à souffrir pendant la guerre de Cent Ans.
En 1521, il est ravagé par les troupes du duc de Nassau et de Sickingen, avant qu'elles n'assiègent Mézières.
En 1599, pendant les guerres de religion, elle est victime des combats entre le sire d'Yvernaumont et Antoine de Saint-Paul. Ce dernier déloge le précédent de Flize.
En 1642, Flize est de nouveau, après la bataille de la Marfée, 1641, pillé par les calvinistes allemands que commandait Lambois.

### Rattachement à la France
Flize n'appartient à la France qu'après le traité de Bruxelles du 17 novembre 1769, conclu par Louis XV et Marie-Thérèse. À la suite de ce traité, sont englobés dans le territoire français maints autres villages sur la rive droite de la Meuse, en pays d'Empire depuis le traité de Meerssen en 870, et qui ne payaient pas d'impôts en vertu de cet axiome : de Imperio valor abest[réf. nécessaire].
Le village est occupé par les troupes russes en 1814 à la fin de l'épopée napoléonienne. Nous lisons dans un registre conservé à la Mairie : « Du 25 avril 1814, arrivée de M. Frédéric de Grollmann, capitaine de la 27e division russe, régiment de Tarnopolsky, en qualité de commandant de la place de la ville de Flize, et en vertu d'ordre signé Barclay de Tolly, accompagné du prince de Maguron, sous-lieutenant du dit régiment, et trois domestiques. Du 16 juin 1814, départ des susdits et de six soldats russes. […] Depuis le 3 septembre 1815 jusqu'en mai 1817, un poste prussien, d'une dizaine d'hommes, occupa Flize ».

### Guerre de 1870
Lors de la guerre franco-allemande de 1870, Flize est incendié et pillé par quelques arrière-gardes allemandes la veille même du jour où se livre la bataille de Sedan. Les pertes éprouvées dépassent 94 000 francs de l'époque. Et ce n'est pas tout car, tant en réquisitions qu'en quote-part pour contribution de guerre, la commune eut à donner 125 398 francs. Les Fliziens implorèrent la clémence du vainqueur en adressant à son représentant, à Rethel, un message où très humblement ils exposent leur lamentable situation[réf. nécessaire].

### Première Guerre mondiale
Des soldats du 19e régiment d'infanterie d'origine bretonne sont morts pour la France le 10 novembre 1918 (la veille de l'armistice) à Flize. Le caporal Eugène Perrot, de Pont-l'Abbé, seul survivant de la dernière patrouille qui était composée de 9 soldats, a fait don en 1958 à la commune de Flize d'un tableau fait par un peintre local, Debié, intitulé  Flize. La dernière patrouille. 10 novembre 1918.
Un « chemin de mémoire » a été inauguré le 15 septembre 2018 à Flize pour perpétuer le souvenir de cette tragédie.

### Seconde Guerre mondiale
Le 14 mai 1940, lors de la bataille de France, Flize, endommagée par les bombardements, est prise dans l'après-midi par les Allemands du Panzer-Regiment 4 (2. Panzer-Division de Rudolf Veiel) qui a franchi le canal des Ardennes à Pont-à-Bar.

### Fusion de communes
Une démarche de fusion de Balaives-et-Butz, Boutancourt, Élan, Flize et Étrépigny est engagée en 2018, mais cette dernière se retire du projet.
Les quatre premières, après délibérations favorables de chaque conseil municipal, fusionnent le 1er janvier 2019 pour former la commune nouvelle de Flize, et en deviennent ses communes déléguées,.

## Politique et administration

### Rattachements administratifs et électoraux
Flize se trouve depuis 1926 dans l'arrondissement de Charleville-Mézières du département des Ardennes. Pour l'élection des députés, elle fait partie depuis 1958  de la première circonscription des Ardennes.
Elle était le chef-lieu depuis 1793 du canton de Flize. Dans le cadre du redécoupage cantonal de 2014, Flize a intégré celui de Nouvion-sur-Meuse.

### Intercommunalité
Flize faisait partie de la Communauté de communes du Pays des Sources au Val de Bar, créée fin 1995.
Celle-ci fusionne avec ses voisines pour former, le 1er janvier 2014, la communauté d'agglomération dénommée Ardenne Métropole, dont Flize est désormais membre.

### Liste des maires
| Période                                  | Période       | Identité             | Étiquette | Qualité                                                                                        |
| ---------------------------------------- | ------------- | -------------------- | --------- | ---------------------------------------------------------------------------------------------- |
| Les données manquantes sont à compléter. |               |                      |           |                                                                                                |
| 1877                                     |               | Commas               |           |                                                                                                |
| 1904                                     |               | Jules Mangenot       |           | Ingénieur, directeur des Forges et aciéries de Flize Conseiller général de Flize (1919 → 1922) |
| Les données manquantes sont à compléter. |               |                      |           |                                                                                                |
| années 1940                              | mars 1965     | Maurice Dupuy        |           |                                                                                                |
| mars 1965                                | mars 1971     | Louis Larivière      |           |                                                                                                |
| mars 1971                                | mars 1983     | Robert Macquin       |           |                                                                                                |
| mars 1977                                | mars 1983     | Baptiste Mandelli    |           |                                                                                                |
| mars 1983                                | mars 1995     | Jean-Claude Lambeaux |           |                                                                                                |
| mars 1995                                | mars 2008     | Jacques Pigorot      |           |                                                                                                |
| mars 2008                                | mars 2014     | René Georgelet       | SE        |                                                                                                |
| mars 2014                                | décembre 2018 | Cédric Branz         | DVG       | Maire de la commune nouvelle de Flize (2019 → )                                                |

## Démographie
L'évolution du nombre d'habitants est connue à travers les recensements de la population effectués dans la commune depuis 1793. Pour les communes de moins de 10 000 habitants, une enquête de recensement portant sur toute la population est réalisée tous les cinq ans, les populations de référence des années intermédiaires étant quant à elles estimées par interpolation ou extrapolation. Pour la commune, le premier recensement exhaustif entrant dans le cadre du nouveau dispositif a été réalisé en 2007.

En 2016, la commune comptait 1 171 habitants, en évolution de +1,12 % par rapport à 2010 (Ardennes : −2,97 %, France hors Mayotte : +2,11 %).
| 1793 | 1800 | 1806 | 1821 | 1831 | 1836 | 1841 | 1846 | 1851 |
| ---- | ---- | ---- | ---- | ---- | ---- | ---- | ---- | ---- |
| 80   | 90   | 122  | 115  | 136  | 248  | 253  | 255  | 194  |

| 1866 | 1872 | 1876 | 1881 | 1886 | 1891 | 1896 | 1901 | 1906 |
| ---- | ---- | ---- | ---- | ---- | ---- | ---- | ---- | ---- |
| 380  | 378  | 496  | 518  | 532  | 540  | 654  | 666  | 743  |

| 1911  | 1921 | 1926  | 1931  | 1936  | 1946 | 1954  | 1962  | 1968  |
| ----- | ---- | ----- | ----- | ----- | ---- | ----- | ----- | ----- |
| 1 042 | 995  | 1 117 | 1 140 | 1 134 | 939  | 1 090 | 1 200 | 1 228 |

| 1975  | 1982  | 1990  | 1999  | 2006  | 2007  | 2012  | 2016  | - |
| ----- | ----- | ----- | ----- | ----- | ----- | ----- | ----- | - |
| 1 004 | 1 015 | 1 239 | 1 277 | 1 180 | 1 167 | 1 171 | 1 171 | - |

## Culture locale et patrimoine

### Lieux et monuments

#### L'église

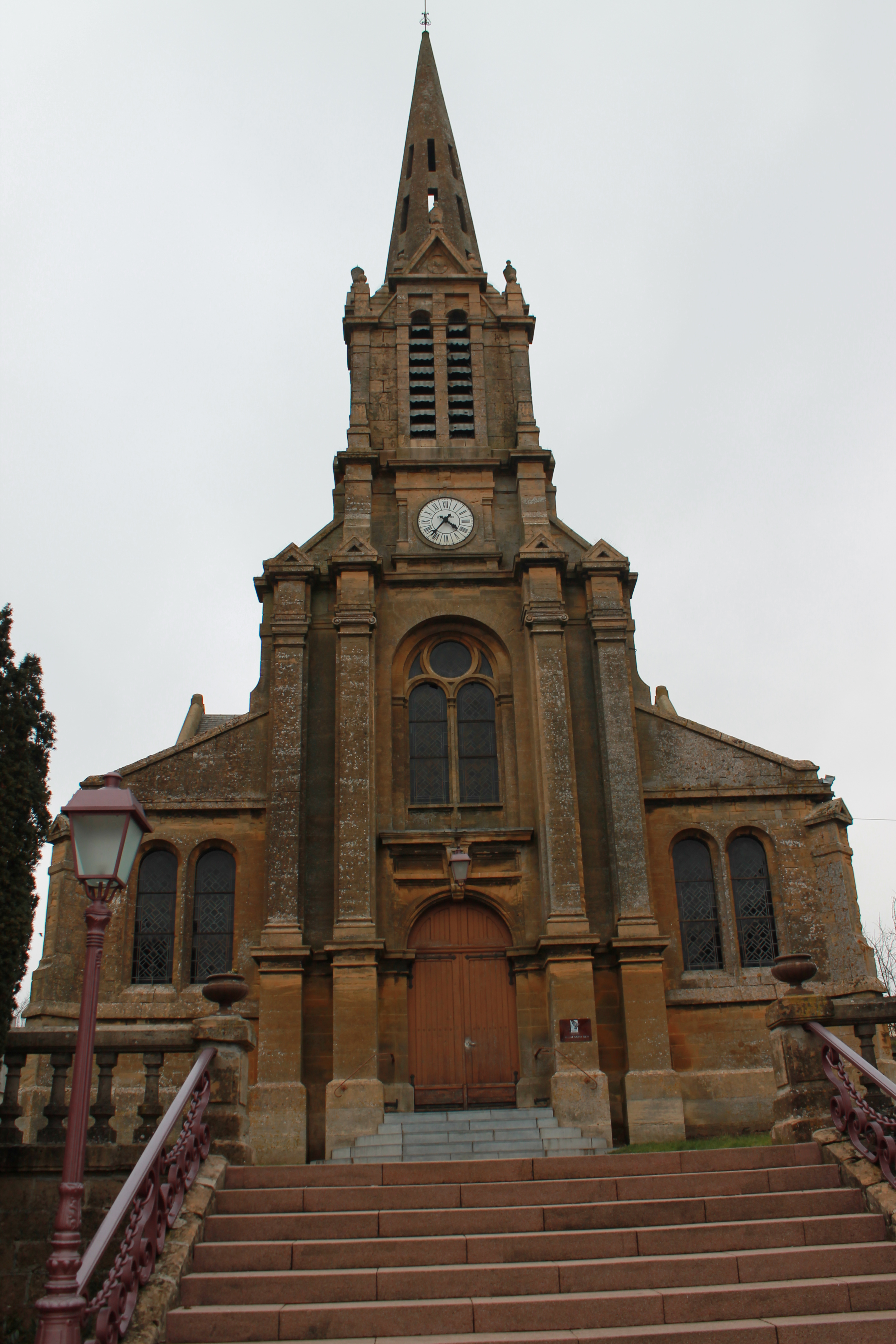
L'église Saint-Rémy, à Flize

Une église aurait été construite, en l'an 1600, après qu'eut été détruit le village de Rimont. Elle occupait l'emplacement où se trouve aujourd'hui la mairie ; un cimetière l'entourait.
Plus tard fut construite une autre chapelle - au milieu du cimetière - que fit ériger Collart, seigneur de Flize, qui eut sa tombe dans l'ancienne église.
Deux chapelles pour un village n'ayant que 58 habitants, tout juste ! Rimont, quand il disparut, en comptait 150 au moins.
L'église Saint-Remi actuelle date de 1865 : elle a trois nefs avec transept, 40 mètres de longueur sur 20 de largeur.
Un assez joli chemin de Croix est en relief sur le mur. Les orgues ont été données par Mme Jacob.
Pour acheter les deux cloches nouvelles, on revendit l'ancienne cloche portant le millésime 1777, dont le parrain était Antonio Raulin, seigneur du fief de Flize, lieutenant de la grande louveterie de France, manufacturier de la draperie royale de Sedan et la marraine, Marguerite Durand de Miremont.
Il y eut en effet, à Flize, une "foulerie de draps de Sedan". Elle se trouvait dans le vieux moulin - on en voit les vestiges près de la forge - qui, jusqu'en 1650, avait exclusivement été réservé pour la meunerie. Ce moulin avait eu pour premiers propriétaires les religieux d'Élan.
La rue du Moulin (actuelle rue Roger-Salengro) constitue avec le Pâquis, proche de l'église, la partie la plus ancienne du village.

#### Le château

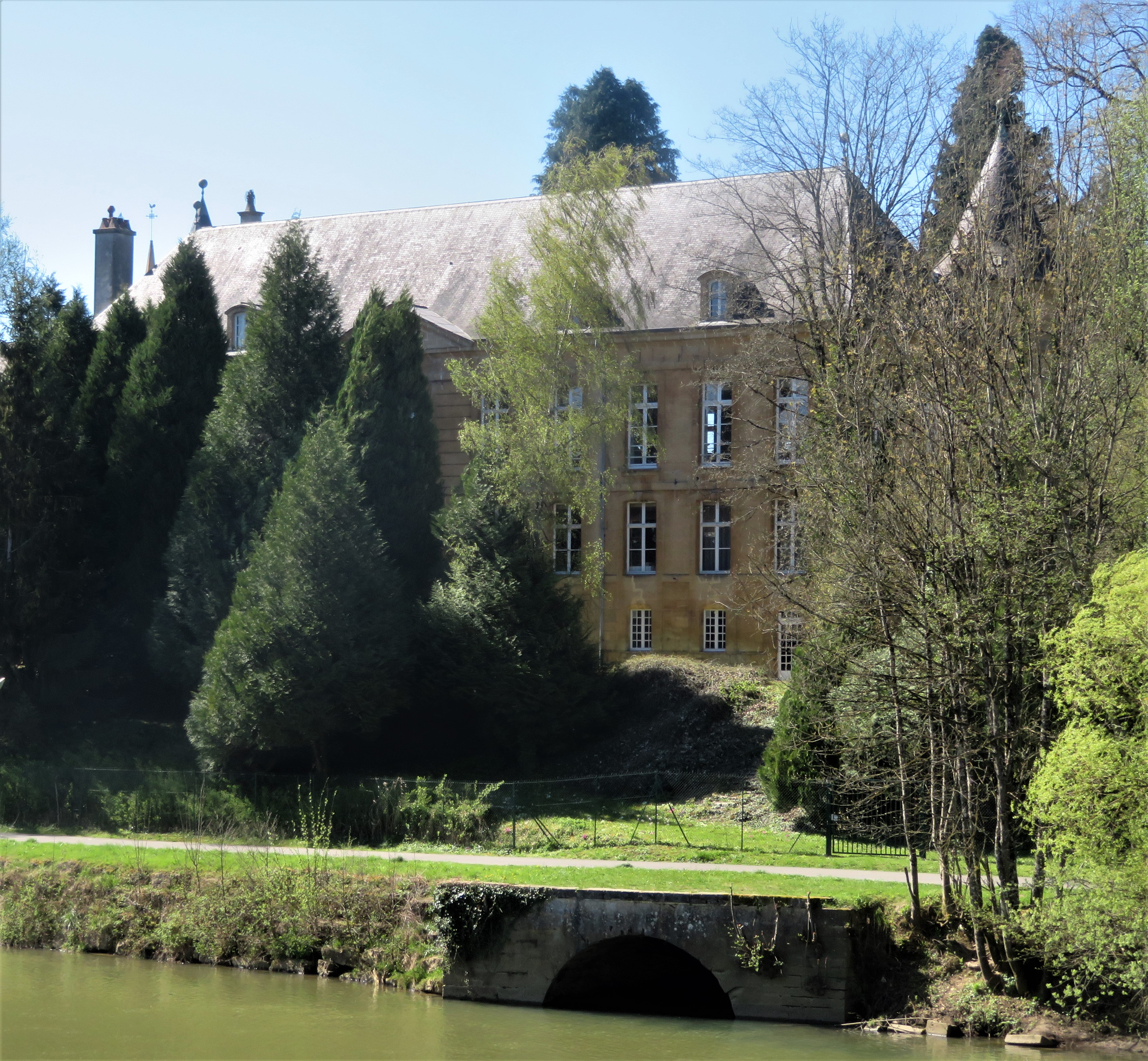
Château de Flize

Au lieu-dit « le Château », confluent de la Meuse et du ruisseau d'Elan, s'élevait, jadis, une tour ou guette, comme il s'en trouvait maintes et maintes le long du fleuve.
Sur son emplacement fut construit un château qu'habita, vers 1815, la famille Clermont-Tonnerre, et dont les parcs auraient été dessinés par Le Nostre.
Après le traité de Bruxelles fut démolie la tourelle de ce château qui, par suite, devint manufacture de draps, puis filature, puis ferronnerie et, enfin, maison bourgeoise.
En draguant la Meuse, en cet endroit, on retira de l'eau d'assez nombreuses armes provenant sans doute des "soldats royaux" faits prisonniers à la bataille de Nouvion, 1592, et noyés ensuite par ordre du maréchal de Saint-Paul.
En 1843, Jean-Nicolas Gendarme, de Vrigne-aux-Bois, maître de forges à Boutancourt et à Flize, acquiert ce château - ou plutôt cette maison bourgeoise - et le transforme complètement.
Lors de la « liquidation des usines » en 1868, ce château est acheté par Mme Jacob-Jacquemin, qui lui donne son allure seigneuriale.
Il est, maintenant, la propriété de la société Arcomat.

#### Rimont
Rimont était un ancien village assez important mentionné, le 15 septembre 1176, dans la donation que fait Guillaume de Champagne, archevêque de Reims, au chapitre de Saint-Remy de Mézières.
On l'appelait aussi Hardimont, et il se serait trouvé à la limite des territoires de Dom et de Flize, au lieu-dit « la Côte ».
Rimont, sa maison-forte et son église disparurent sans doute entre les années 1521 et 1592 ; les Impériaux ayant commencé la ruine de ce village qu'achevèrent les troupes de Saint-Paul.
Sur son emplacement, on trouva des ornements d'église, des vases dits sacrés, et l'on vit longtemps des pierres calcinées.

### Personnalités liées à la commune
- Théophile-Albert Hannotin (1843-1909), architecte lillois, y est né.
- Raphaël Diligent (1884-1964), sculpteur et illustrateur, né à Flize.

### Héraldique
| Armes de Flize | Les armes de Flize se blasonnent ainsi : de gueules aux trois fermaux d’or. |